# Владимир, Николай Михайлович
Никола́й Миха́йлович Влади́мир (род. 6 декабря 1947) — российский дипломат. Чрезвычайный и полномочный посол (2008).

## Биография
Окончил МГИМО МИД СССР (1970), Дипломатическую академию МИД СССР (1982) и Высшие дипломатические курсы при Дипломатической академии МИД России (2000). Владеет испанским, английским и венгерским языками.
На дипломатической работе с 1974 года.
- В 1989—1994 годах — советник Посольства СССР (с 1991 — России) в Венгрии.
- В 1994—1996 годах — начальник отдела Департамента Северной Америки МИД России.
- В 1996—1998 годах — заместитель директора Департамента Северной Америки МИД России.
- С 8 мая 1998 по 5 августа 2000 года — чрезвычайный и полномочный посол Российской Федерации на Ямайке и Антигуа и Барбуде по совместительству[1][2].
- С 25 февраля 1999 по 5 августа 2000 года — чрезвычайный и полномочный посол Российской Федерации в Доминике по совместительству[2][3].
- С 5 августа 2000 по 14 января 2004 года — чрезвычайный и полномочный посол Российской Федерации в Панаме[4][5].
- С декабря 2003 по ноябрь 2007 года — заместитель директора Департамента Северной Америки МИД России.
- С 14 ноября 2007 по 4 октября 2011 года — чрезвычайный и полномочный посол Российской Федерации в Гватемале[6][7].
- С 4 октября 2011 по 9 февраля 2016 года — чрезвычайный и полномочный посол Российской Федерации в Никарагуа и Гондурасе по совместительству[8][9][10].
- С 19 октября 2011 по 9 февраля 2016 года — чрезвычайный и полномочный посол Российской Федерации в Сальвадоре по совместительству[10][11].

## Семья
Женат.

## Награды
- Знак отличия «За безупречную службу» XXX лет (17 января 2005) — за заслуги в реализации внешнеполитического курса Российской Федерации и многолетнюю плодотворную работу[12]
- Благодарность президента Российской Федерации (11 января 2008) — за активное участие в организации работы по выдвижению города Сочи в качестве города кандидата на проведение XXII зимних Олимпийских игр и XI Параолимпийских игр 2014 года[13]
- Орден Почёта (14 августа 2014) — за большой вклад в реализацию внешнеполитического курса Российской Федерации, развитие международного культурно-гуманитарного сотрудничества и многолетнюю добросовестную работу[14]

## Дипломатический ранг
- Чрезвычайный и полномочный посланник 2 класса (17 апреля 1998)[15]
- Чрезвычайный и полномочный посланник 1 класса (25 декабря 2000)[16]
- Чрезвычайный и полномочный посол (11 февраля 2008)[17]